# Клевер ползучий
Кле́вер ползу́чий, или Клевер бе́лый, или Клевер голла́ндский, или Ка́шка бе́лая, или Амория ползу́чая (лат. Trifolium repens) — растение из рода Клевер подсемейства Мотыльковые семейства Бобовые. Одно из лучших пастбищных и кормовых растений.

## Ботаническое описание

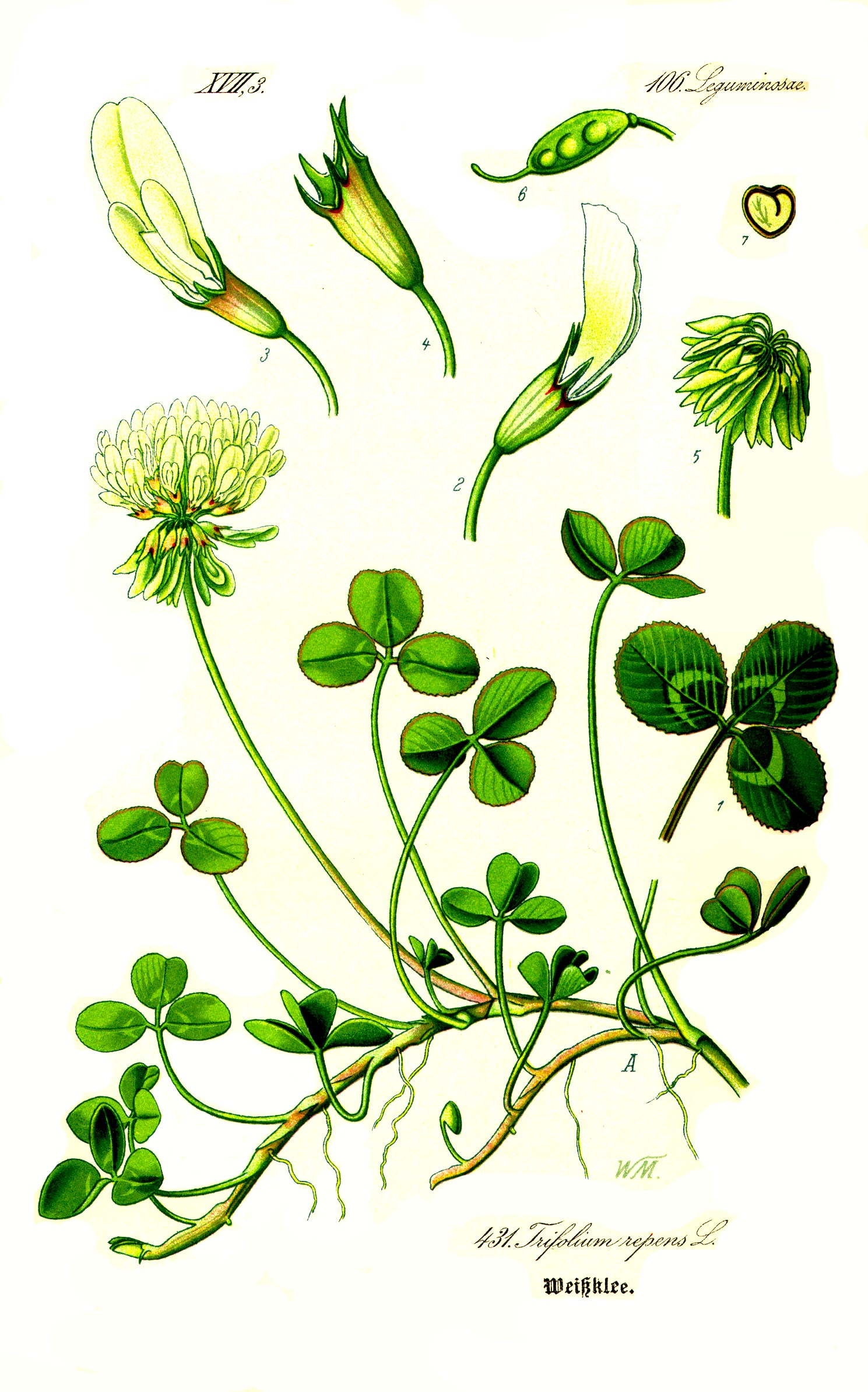

Клевер ползучий — многолетнее травянистое растение.
Корень стержневой, мелкоукореняющийся, сильноветвящийся, дополнительные корни образуются на узлах лежащего стебля. Развиваясь, дополнительные корни создают самостоятельную корневую систему, обеспечивающую существование растения и после отмирания главного корня.
Стебель ползучий, стелющийся, ветвистый, голый, часто полый.
Листья длинно-черешчатые, трёхраздельные, их листочки широкояйцевидные, на верхушке выемчатые. Черешки восходящие, до 30 см длиной.
Соцветия-головки пазушные, почти шаровидные, рыхлые, до 2 см в поперечнике; цветоносы длиннее черешков листьев, длиной 15—30 см, после отцветания отгибаются вниз, тогда как молодые или цветущие торчат вверх. Венчик белый или розоватый, по отцветании буреет; цветки слегка ароматные. В цветке 10 тычинок, девять из них сросшиеся нитями в трубочку, одна — свободная. Нектароносная ткань расположена на дне венчика вокруг завязи. Цветёт с мая до глубокой осени. Цветки в головке распускаются от периферии к центру.
Пыльцевые зёрна трёхбороздно-оровые, эллипсоидальной формы. Длина полярной оси 23,8—27,2 мкм, экваториальный диаметр 20,4—25,4 мкм. В очертании с полюса округло-треугольные, со слегка выпуклыми сторонами, с экватора — широкоэллиптические. Борозды шириной 3,5—5 мкм, длинные, с неровными краями, со слегка притуплёнными концами, нисходящимися у полюсов. Оры округлые, с ровными краями, наибольший диаметр 10 мкм. Мембрана борозд и ор зернистая. Ширина мезокольпиума 18—21 мкм, диаметр апокольпиума 5—8 мкм. Толщина экзины 1,5 мкм. Текстура пятнистая. Пыльцевые зёрна жёлтого цвета.
Плод — боб продолговатый, плоский, содержит от трёх до четырёх почковидных или сердцевидных семян серо-жёлтого или оранжевого цвета. Начало созревания семян — июнь — июль.

## Распространение
Распространён в зоне умеренного климата — в Северной Африке, Малой, Передней и Средней Азии, Пакистане, практически повсюду в Европе и Закавказье.
Широко натурализовался на юге Африки, в тропических районах Азии, в Австралии и Новой Зеландии, в Северной и Южной Америке.
В России встречается в Европейской части и на Кавказе, в Западной и Восточной Сибири, на Дальнем Востоке и Камчатке.
Встречается в составе поемных и суходольных лугов, растёт по берегам рек, в светлых лесах, по опушкам леса, на горных лугах. В степях и полупустынях приурочен к более влажным местам. Чистые заросли образует редко, равномерно распределён в травостое и лишь иногда достигая 30—40 % в его составе.

## Экология
Размножается семенами и вегетативно. На естественных лугах — самосевом. Благодаря этому участвует в больших количествах в травостоях многих типов лугов. Ползучие побеги сильно кустятся. В год посева развивается медленно и обычно не цветёт. В последующие годы с весны отрастает раньше других клеверов. Относится к рано зацветающим травам. Полного развития достигает на 2—3 или даже 4-й год жизни.
Влаголюбивое растение. Хорошо растёт при достаточном и обильном увлажнении, но при этом засухоустойчивее клевера красного (Trifolium rubens). Лучше других бобовых трав переносит близость грунтовых вод. Однако оптимальной считается глубина в 85—90 см. Хорошо выносит затопление талыми водами и застой воды на поверхности земли. Транспирационный коэффициент и засухоустойчивость выше, чем у других клеверов.
К почвенному плодородию особенно не требователен. Хорошо развивается на минеральных и торфяных почвах. Предпочитает глинистые и суглинистые почвы, богатых органическим веществом и кальцием с реакцией почвы pH 5,5—7. Менее чувствителен к почвенной реакции, чем другие виды клевера, но избегает очень кислых почв. Хорошо отзывается на внесение удобрений и известкование почвы. Плохо растёт в очень легких и сухих песчаных почвах.
Более холодостоек и зимостоек, чем клевер красный (Trifolium rubens). Встречается за полярным кругом. Светолюбивое растение. Высокий и густой травостой угнетает его рост и поэтому он больше распространён на пастбищах, чем на сенокосах.
Повреждается клеверным и клубеньковым долгоносиками. Поражается антракнозом, раком и другими заболеваниями. Основным грибковым заболеванием является мучнистая роса и ржавчина. В целом повреждается теми же вредителями и поражается теми же болезнями, что клевер красный (Trifolium rubens) и клевер гибридный (Trifolium hybridum), но в меньшей степени.

## Химический состав
| Фаза           | Содержание в % | Содержание в % | Содержание в % | Содержание в % | Содержание в % | Содержание в % | Содержание в % | Содержание в % | Содержание в % | Содержание в % |
| Фаза           | Вода           | Зола           | Ca             | P              | K              | Na             | Mg             | Si             | Fe             | Cl             |
| -------------- | -------------- | -------------- | -------------- | -------------- | -------------- | -------------- | -------------- | -------------- | -------------- | -------------- |
| До бутонизации | 70,0           | 3,85           | 0,430          | 0,130          | —              | —              | 0,050          | 0,230          | —              | —              |
| Цветение       | 72,5           | 3,21           | 0,340          | 0,090          | 0,890          | 0,006          | 0,040          | 0,180          | 0,010          | 0,040          |
| Конец цветения | 60,0           | 3,80           | 0,280          | 0,030          | —              | —              | 0,050          | —              | —              | 0,030          |

На 100 кг сена приходится 4,4 кг переваримого белка и 50,3 кормовых единиц.

## Значение и применение
Впервые начался возделываться в XVII веке в Нидерландах, затем в Англии и других странах Западной Европы, в России в конце XVIII века.

### Значение в пчеловодстве

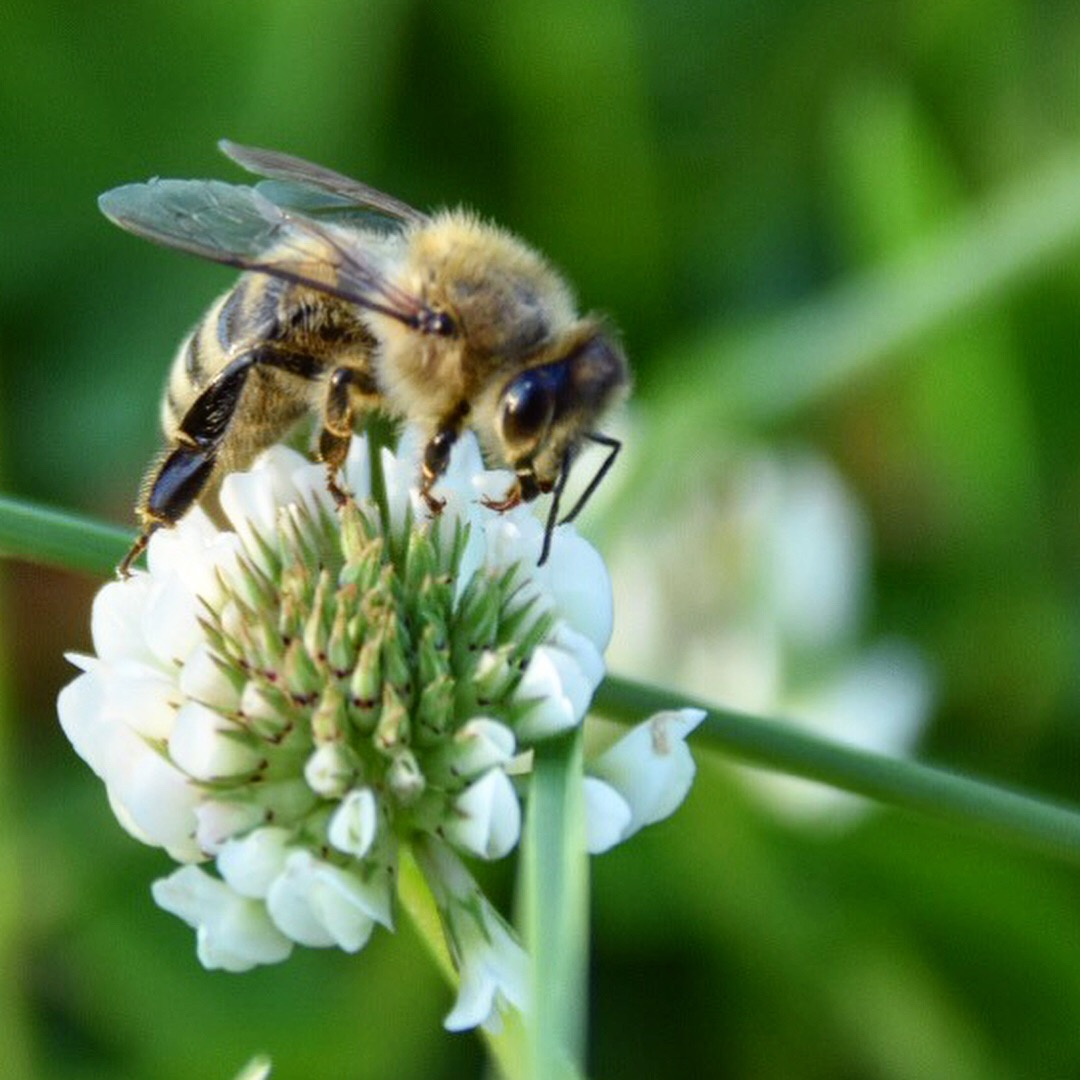
Медоносная пчела на соцветии клевера ползучего

Отличный медонос и пыльценос. Выделяет нектар только на достаточно увлажнённых местах. Наиболее благоприятная погода от 24 до 30 °С. Пчёлы отлично посещают это растение, собирая с него много мёда и пыльцы жёлтого цвета. Продуктивность мёда при сплошном произрастании достигает 100 кг/га. В Приморье 200 кг, в Сибири 60 кг/га. В отдельные годы на Дальнем востоке и в Западной Сибири медосбор с клевера ползучего достигает 25—30 кг на пчелиную семью. Тёплым летом взяток достигает 3,5 кг в день. Сто цветков выделяют 34 мг бледно-жёлтой пыльцы, а продуктивность соцветия — 19,38 —29,24 мг. За период цветения семья в условиях Приморья и Приамурья может собрать 3—8 кг пыльцы. Мёд бывает светлый, прозрачный, ароматный, с хорошими вкусовыми качествами и относится к лучшим сортам светлого мёда. При кристаллизации становится белым.

### Кормовое значение
Хорошо поедается всеми видами сельскохозяйственных животных. Отмечено удовлетворительное поедание верблюдами и хорошее алтайскими маралами (Cervus elaphus sibiricus) на Алтае. На Камчатке отмечено поедание северным оленем (Rangifer tarandus). По наблюдениям в Кабардино-Балкарии поедается западнокавказским туром (Capra caucasica). По характеру поедаемости вид немного уступает клеверу красному (Trifolium rubens) и мятлику луговому (Poa pratensis), а процент поедаемости выше, чем у тимофеевки, ежи и луговой овсяницы.
По содержанию протеина и клетчатки близок к другим видам клевера. Особенно богаты протеином листья и цветочные головки. При этом содержание белка изменяется от условий среды и географического происхождения. При внесении удобрений питательность увеличивается.
| Регион           | Воды (%) | От абсолютного сухого вещества в % | От абсолютного сухого вещества в % | От абсолютного сухого вещества в % |
| Регион           | Воды (%) | золы                               | белка                              | клетчатки                          |
| ---------------- | -------- | ---------------------------------- | ---------------------------------- | ---------------------------------- |
| Восток Грузии    | 10,6     | 12,1                               | 15,6                               | 26,8                               |
| Алтай            | 7,4      | 8,8                                | 15,5                               | 20,0                               |
| Север Казахстана | 13,7     | 8,0                                | 15,2                               | 20,5                               |
| Западная Сибирь  | 7,8      | 14,4                               | 14,1                               | 27,0                               |
| Северный Кавказ  | 13,2     | 11,0                               | 13,2                               | 24,9                               |
| Пермская область | 10,2     | 7,0                                | 13,0                               | 21,9                               |

### Пастбищное значение
Типичное пастбищное растение. После стравливания отрастает хорошо, поддерживает продуктивность пастбища, особенно в летне-осенний период, когда слабо отрастают злаковые травы. Хорошо выносит вытаптывание и уплотнение почвы. Интенсивное стравливание способствует укоренению стелющихся стеблей и распространению в травостое. На пастбищных травостоях держится 10 и более лет благодаря распространению самосевом.
Участие клевера белого в травостоях пастбищ повышает содержание азота, фосфорной кислоты и окиси кальция в почве. Повышает содержание протеина в других компонентах травостоя, положительно действует на температуру почвы, уменьшает её эрозию.

## Галерея
| Общий вид | Лист | Соцветие | Семена |

## Классификация

### Таксономия
Trifolium repens L., 1753, Sp. Pl.: 767
Вид Клевер ползучий относится к роду Клевер (Trifolium) подсемейства Мотыльковые (Papilionoideae) семейства Бобовые (Fabaceae) порядка Бобовоцветные (Fabales). Таксономическая схема в соответствии с Системой APG IV по состоянию на декабрь 2023 года:
|  |                                      |  |                                   |                                   |                   |  | ещё 3 семейства | ещё 3 семейства   |                          |  |  |  | еще 523 рода                                                     | еще 523 рода    |  |  |
|  |                                      |  |                                   |                                   |                   |  | ещё 3 семейства | ещё 3 семейства   |                          |  |  |  | еще 523 рода                                                     | еще 523 рода    |  |  |
|  |                                      |  |                                   | порядок Бобовоцветные             |                   |  |                 |                   | подсемейство Мотыльковые |  |  |  |                                                                  | Клевер ползучий |  |  |
|  |                                      |  |                                   | порядок Бобовоцветные             |                   |  |                 |                   | подсемейство Мотыльковые |  |  |  |                                                                  | Клевер ползучий |  |  |
|  | отдел Цветковые, или Покрытосеменные |  |                                   |                                   | семейство Бобовые |  |                 |                   | род Клевер               |  |  |  |                                                                  |                 |  |  |
|  | отдел Цветковые, или Покрытосеменные |  |                                   |                                   |                   |  |                 |                   |                          |  |  |  |                                                                  |                 |  |  |
|  |                                      |  | ещё 63 порядка цветковых растений | ещё 63 порядка цветковых растений |                   |  |                 | еще 5 подсемейств | еще 5 подсемейств        |  |  |  | еще 368 подтвержденных видов и 66 видов, ожидающих подтверждения |                 |  |  |
|  |                                      |  |                                   | ещё 63 порядка цветковых растений |                   |  |                 |                   | еще 5 подсемейств        |  |  |  |                                                                  |                 |  |  |

### Внутривидовые таксоны
- Trifolium repens subsp. macrorrhizum (Boiss.) Ponert
- Trifolium repens subsp. nevadense (Boiss.) Coombe
- Trifolium repens subsp. ochranthum Nyár.
- Trifolium repens subsp. orphanideum (Boiss.) Coombe
- Trifolium repens subsp. prostratum Nyman
- Trifolium repens subsp. repens

### Синонимы
- Amoria repens (L.) C.Presl
- Trifolium repens f. repens
- Trifolium repens var. giganteum Lagr.-Foss.
- Trifolium repens var. maculatum Neuman
- Trifolium repens var. repens